# Khalid Moss
Kenneth „Khalid“ Moss (* 18. Dezember 1946 in Chicago; † 18. Februar 2022 in Dayton (Ohio)) war ein US-amerikanischer Jazz- und Rhythm-&-Blues-Musiker (Piano, E-Piano, Keyboard, Orgel), der sich auch als Autor betätigte.
Kenneth Moss, der unter dem Namen Khalid Moss als Jazzpianist in Europa, Afrika, Kanada und vor allem in den Vereinigten Staaten auftrat, wirkte im Laufe seiner Karriere bei Aufnahmen mit von Musikern wie Rusty Bryant and the Casual Society (Friday Night Funk for Saturday Night Brothers, 1973), Groove Holmes (Dancing in the Sun), Yusef Lateef (At the Bottom Line), {Pharoah Sanders (Love Will Find a Way, 1978), Nat Dixon (...Rose Coloured), Betty Carter (Whatever Happened to Love, 1982) und Phyllis Hyman (One on One). In der Formation Standard Time spielte er 1997 u. a. mit Michael Wade, Kevin Engel und Larry Humphrey (Be Truthful). Außerdem gastierte er im Weißen Haus, in der Carnegie Hall und im Kennedy Center. Später schrieb er als Journalist für die Dayton Daily News.
Im Bereich des Jazz war er laut Tom Lord zwischen 1972 und 1996 an neun Aufnahmesessions beteiligt.